# Health Economics
Health Economics ist eine monatlich erscheinende wissenschaftliche Fachzeitschrift zu gesundheitsökonomischen Themen. Sie wird seit 1992 vom US-amerikanischen Verlag Wiley-Blackwell herausgegeben. Es werden sowohl theoretische als auch empirische Arbeiten zur Gesundheitspolitik aus ökonomischer Sichtweise publiziert.

## Redaktion
Health Economics wird zurzeit (2015) von Alan Maynard, Andrew Jones, John Mullahy und Andrew Briggs geleitet. Sie werden unterstützt von einer Reihe von assoziierten Redakteuren.

## Rezeption
Eine Studie der französischen Ökonomen Pierre-Phillippe Combes und Laurent Linnemer listet das Journal mit Rang 40 von 600 wirtschaftswissenschaftlichen Zeitschriften in die drittbeste Kategorie A ein.
Health Economics hatte 2014 nach eigenen Angaben einen Impact Factor von 2.227.